# Gian Carlo Pallavicino
Gian Carlo Pallavicino (ur. 1722, zm. 1794) – polityk genueński. 
Doża Genui w okresie od 6 czerwca 1785 roku, do  6 czerwca 1787 roku. W roku 1785 był faworytem wyborów doży i rzeczywiście nim został. Był przywódca frakcji "liberalnej" w Republice Genui, dążył do reformy sposobów wyłaniania urzędów, nawet do przebudowy systemu politycznego, by bardziej przypominał on monarchię konstytucyjną.
Jego kontrkandydatami w 1785 byli "konserwatysta" Giovanni Battista Ayroli, dążący do ugruntowania istniejącego systemu i Marco Antonio Gentile zwolennik bardziej aktywnej polityki zagranicznej, w oparciu o sojusz z Austrią i Wielką Brytanią. Obaj byli dożowie.